# Eroti
Eroti so v grški mitologiji številni mali bogovi ljubezni, ki spremljajo Erosa in Afrodito.

## Seznam
- Anteros, bog čiste ljubezni
- Himerus, bog sle in poželenja
- Himen, bog poroke
- Peito, boginja osvajanja in zapeljevanja
- Kveteš, boginja spolnosti